# Johann Richard von Franckenstein

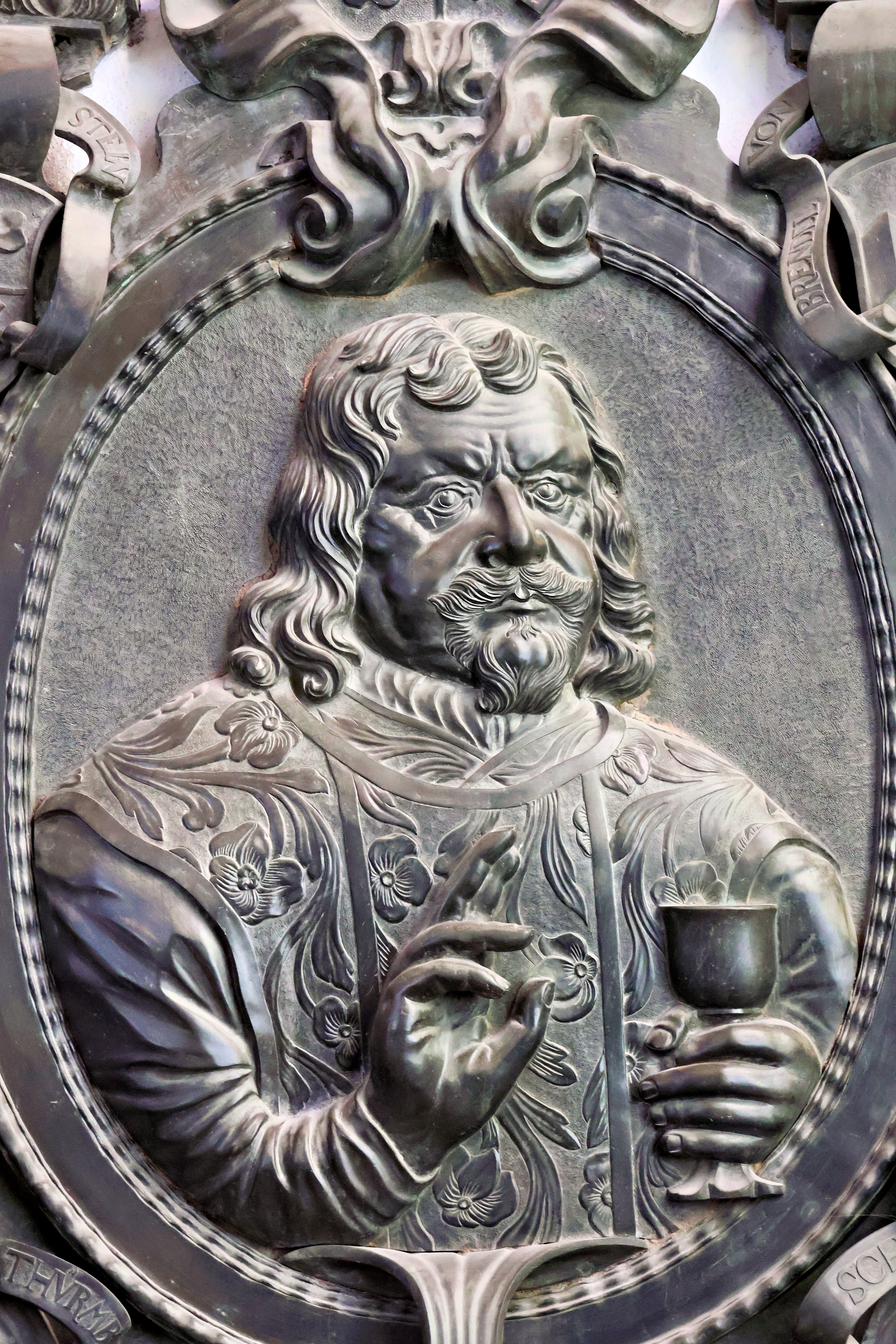
Darstellung des Dompropsts auf seinem Epitaph

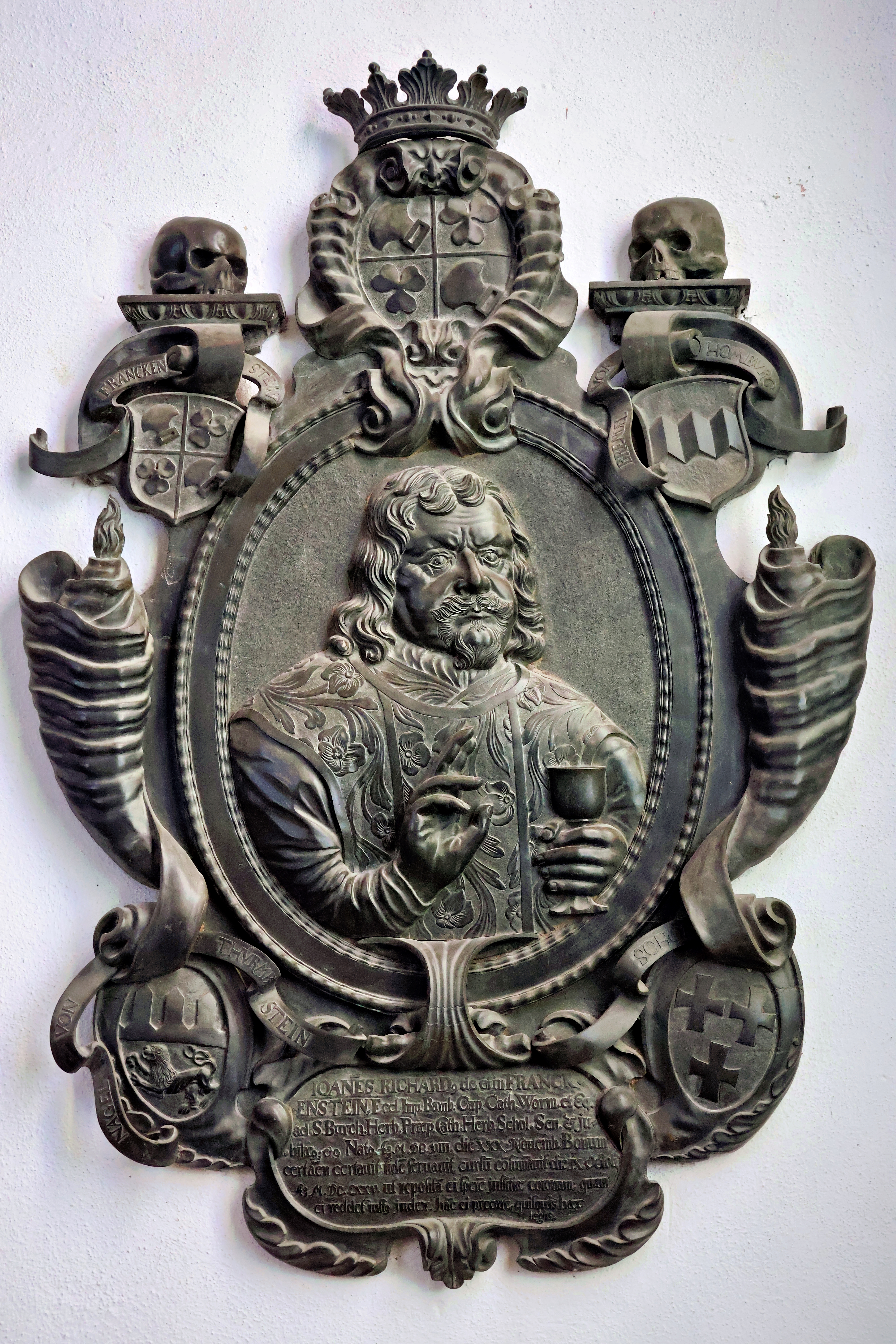
Epitaph in der Sepulturkapelle des Würzburger Doms

Johann Richard von Franckenstein (* 30. November 1608 in Sachsenhausen; † 9. Oktober 1675 in Würzburg) war Dompropst im Bistum Würzburg.

## Leben

### Herkunft und Familie
Als Sohn der Eheleute Johann Eustachus d. Ä. von Franckenstein (1571–1632) und Anna Brendel von Homburg (1583–1651) entstammte Johann Richard neben seinen zehn Geschwistern der uralten fränkischen Adelsfamilie von Frankenstein.

### Werdegang und Wirken
Johann Richard, im Aufschwörungsbuch auch Reichart genannt, trat am 20. Juli 1621 nach der Aufschwörung dem Domstift Würzburg bei und studierte an der 1422 gegründeten Universität von Dole sowie in Mainz, wo er am 7. Dezember 1629 sein Biennium mit dem Magister abschloss. Er studierte auch noch an den Universitäten in Köln und Freiburg Jura. 1635 wurde er Mitglied des Würzburger Kapitels und im Jahr darauf konnte er als Jurist eine Stelle als Landrichter im Herzogtum Franken annehmen.
1648 zum Domscholaster gewählt, übernahm er zwei Jahre später nach seiner Weihe zum Priester eine Stelle als Oberpfarrer. Johann Richard gehörte auch dem Domstift Worms an, wo er 1655 das Amt des Scholasters übernahm und hier bis 1670 Kapitular war. Neben der Tätigkeit als Landrichter wurde er 1658/59 und 1660/61 zum Rektor der Universität Würzburg gewählt. Die Kirche duldete zu der Zeit noch eine derartige Anhäufung öffentlicher und geistlicher Ämter. 1659 wurde er Senior des Domstifts Würzburg. Am 28. November 1673 wurde er zum Stiftspropst von St. Burkard gewählt. Damit war er als Einziger Mitglied sowohl des Domkapitels wie auch des Stiftkapitels. Er war auch in den Jahren 1653 bis 1664 Propst in Wetzlar (1653–1664), denn Kaiser Leopold I. bestätigte am 3. August 1670, nachdem die Familie am 16. Januar 1670 in den Reichsfreiherrnstand erhoben worden war, dass der Reichsfreiherr Johann Richard das Amt des Propstes in Wetzlar auf eigenen Wunsch abgegeben hat.
Im Würzburger Dom, wo er bestattet liegt, wurde ein Epitaph errichtet.